# Języki tajwańskie
Języki tajwańskie (ang. Formosan languages) – grupa około 20 języków, w większości zagrożonych wymarciem, używanych przez aborygenów tajwańskich.
Języki tajwańskie traktowane były niegdyś jako podrodzina języków austronezyjskich; obecnie poszczególne języki tajwańskie klasyfikowane są jako indywidualne podgrupy języków austronezyjskich.
Języki austronezyjskie Tajwanu wykazują bardzo duże wewnętrzne zróżnicowanie na stosunkowo niewielkim terytorium. Z tego względu przypuszcza się, że praojczyzna wszystkich języków austronezyjskich znajdowała się właśnie na Tajwanie.

## Klasyfikacja języków tajwańskich
Jednoznaczna klasyfikacja języków tajwańskich jest utrudniona przez brak informacji o językach, z których połowa już wymarła, oraz ich ogromne zróżnicowanie wewnętrzne.
Przyjmuje się, że mówiący językiem proto-austronezyjskim osiedli na Tajwanie około 5 tys. lat temu. Wraz z rozprzestrzenieniem się osadników na wyspie język rozwinął różne dialekty, które z czasem stały się odrębnymi językami. Mówiący tymi językami pozostawali ze sobą w kontakcie, co sprzyjało wykształceniu skomplikowanych struktur wspólnych cech fonologicznych i leksykalnych czy konstrukcji gramatycznych. Najprawdopodobniej połowa wszystkich tych języków wymarła na przestrzeni ostatnich 400 lat. Podczas okupacji japońskiej (1895–1945) języki tajwańskie cieszyły się uznaniem, którego zabrakło w okresie Kuomintangu (1949–1991). Po pierwszych wolnych wyborach w 1991 roku pozycja języków tajwańskich vis-á-vis urzędowego języka mandaryńskiego zyskała na znaczeniu. Jednak poza językiem amis, którego liczbę mówiących szacuje się na ponad 100 tys., wszystkie inne języki tajwańskie są w różnym stopniu zagrożone wymarciem, np. w 2003 językiem pazeh posługiwała się jedynie jedna osoba, która zmarła w 2010.
Niegdyś języki tajwańskie traktowane były jako podrodzina języków austronezyjskich. W latach 60. XX wieku języki tajwańskie klasyfikowano w trzy grupy: języki atajalskie, tsou i paiwańskie.
Z uwagi na podobieństwa języków tajwańskich do języków filipińskich proponowano również klasyfikacje łączące te języki w jedną grupę.

### Klasyfikacja języków tajwańskich według Shigeru Tsuchidy
W latach 80. XX wieku japoński językoznawca Shigeru Tsuchida opracował podział języków tajwańskich na trzy grupy:
Języki tajwańskie
Języki atajalskie
Języki północno-zachodnie tajwańskie (północno-zachodnie formozańskie)
Język saisijat
Język taokas-babuza †
Język pazeh †
Języki południowo-tajwańskie (południowo-formozańskie)
Języki tsouik
Języki rukai
Języki paiwańskie
Język amis
Język bunun
Język pujuma
Język paiwan
Języki niesklasyfikowane
Podział ten krytykowany jest za oparcie go na podobieństwach językowych, a nie na wspólnych innowacjach.

### Klasyfikacja języków tajwańskich według Roberta Blusta

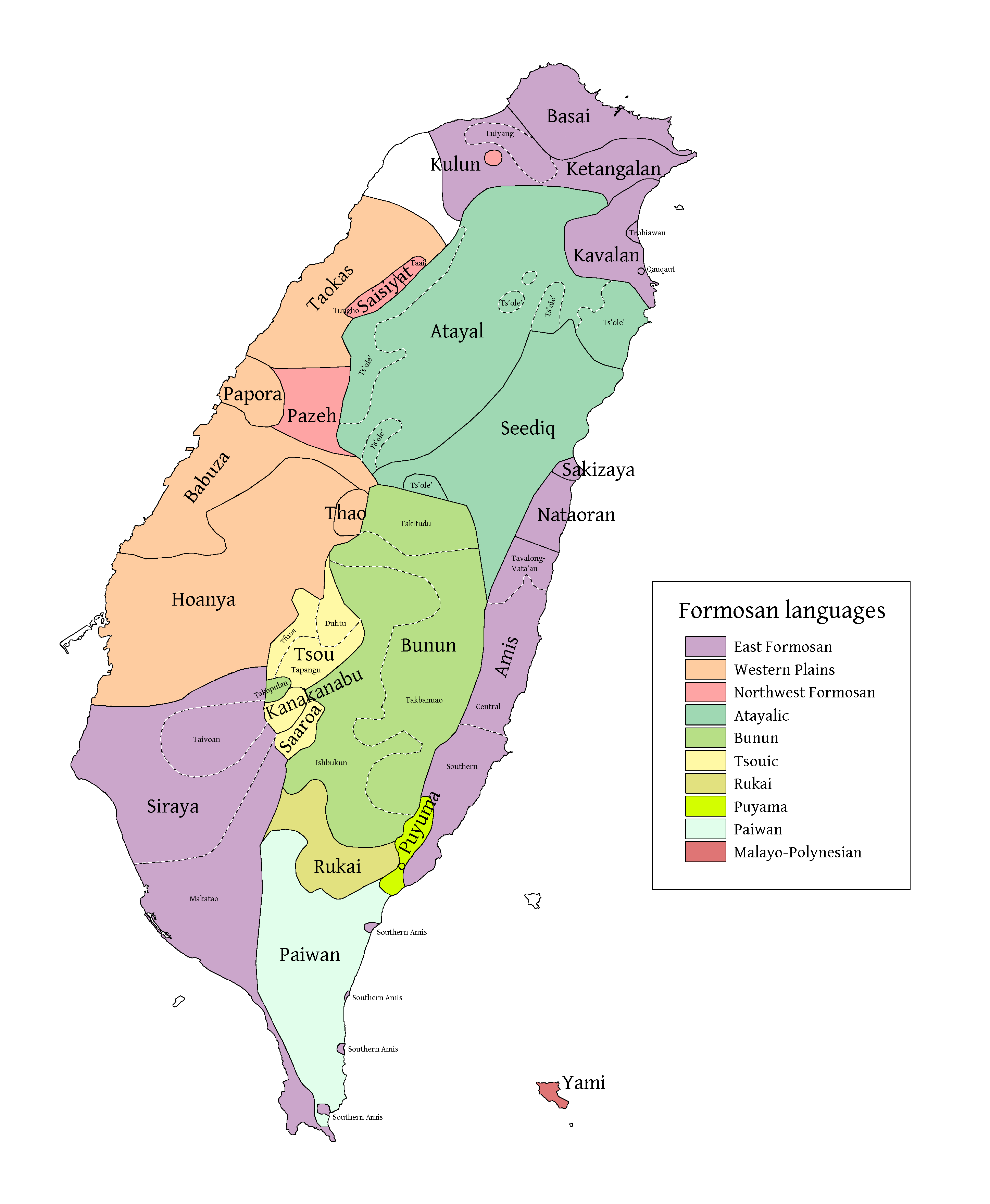
Zasięg poszczególnych języków tajwańskich, za Tsuchidą, według klasyfikacji Blusta (1999)

Pod koniec lat 90. XX wieku amerykański językoznawca Robert Blust zaproponował podział filogenetyczny oparty na innowacjach fonologicznych. Wyróżniono dziewięć grup:
Języki austronezyjskie 
     Języki atajalskie
Język atajal
Język seediq
     Języki północno-zachodnie tajwańskie (północno-zachodnie formozańskie)
Język saisijat
Język kulon †
Język pazeh †
     Języki wschodnio-tajwańskie (wschodnio-formozańskie)
Język basaj-trobiawan †
Język kawalan
Język amis
Język siraja †
     Języki Równin Zachodnich
Język taokas-babuza †
Język papora-hoanja †
Język thao
     Język bunun
     Języki tsouik
Język tsou
Język kanakanawu
Język saaroa
     Języki rukai
     Języki pujuma
     Języki paiwańskie
     Języki malajsko-polinezyjskie
System Blusta zakłada, że każda z dziewięciu grup językowych tworzy oddzielną podgrupę języków austronezyjskich, do których należy również podgrupa języków malajsko-polinezyjskich z ponad 1100 językami używanymi poza Tajwanem. Klasyfikacja Blusta była krytykowana z uwagi na dyfuzję innowacji fonologicznych przez granice językowe.
Języki austronezyjskie Tajwanu wykazują bardzo duże wewnętrzne zróżnicowanie na stosunkowo niewielkim terytorium. Stąd wielu badaczy uznaje jednak, że praojczyzna wszystkich języków austronezyjskich znajdowała się na Tajwanie, a klasyfikacja wszystkich innych języków używanych poza Tajwanem do jednej podgrupy odzwierciedla fakt ich pochodzenia od jednego wspólnego języka, którym posługiwali się osadnicy z południowego Tajwanu przybyli na Filipiny około 4 tys. lat temu.

### Klasyfikacja języków tajwańskich według Ethnologue
SIL International w swojej bazie Ethnologue podaje następującą klasyfikację języków tajwańskich (w nawiasach podano liczbę użytkowników):
Języki austronezyjskie  (250 mln)
Języki atajalskie
Język atajal (2000: 84,3 tys.)
Język taroko (2008: 20 tys.)
Języki bunuńskie
Język bunun (2002: 38 tys.)
Języki wschodnio-tajwańskie (wschodnio-formozańskie)
Języki centralne
Język amis nataorański (2000: 5)
Język amis (2002: 138 tys.)
Języki północne
Język basaj †
Język kawalan (2000: 24)
Języki południowo-zachodnie
Język siraja (9)
Języki północno-zachodnie tajwańskie (północno-zachodnie formozańskie)
Język kulon-pazeh (2013: 1 osoba mówiąca dialektem kaxabu)
Język saisijat (2002: 4750)
Języki paiwańskie
Język paiwan (2002: 66,1 tys.)
Języki pujuma
Język pujuma (2002: 8490)
Języki rukai
Język rukai (2002: 10,5 tys.)
Języki tsou
Język kanakanabu (2012: 4)
Język saaroa (2012: 10)
Język tsou (2002: 2130)
Języki Zachodnich Równin (Western Plains)
Języki centralne
Język babuza †
Język papora-hoanja †
Język thao
Język thao (2000: 5)
(Języki malajsko-polinezyjskie)
Języki niesklasyfikowane
Język ketangalan †

## Badania nad językami tajwańskimi
Pierwszymi badaczami języków tajwańskich byli holenderscy misjonarze przybyli na wyspę w XVII wieku. Informacje o wymarłym języku siraja pochodzą z holenderskich tłumaczeń, m.in. Nowego Testamentu. W 1834 roku niemiecki językoznawca Julius Klaproth (1783–1835) po raz pierwszy zaliczył języki tajwańskie do rodziny języków austronezyjskich. W latach 30. XX wieku japońscy językoznawcy i antropolodzy przeprowadzili wiele badań terenowych. W latach 60. XX wieku dokonano analizy języków tsou i atajal. W latach 70. i 80. XX wieku przeprowadzono wiele badań, opublikowano słowniki i gramatyki. Najlepiej poznanymi wydają się być języki atajalskie. Udało się jeszcze sporządzić opracowania niedawno wymarłego języka pazeh († 2010) i wymierającego języka thao.